# Jonathan Jackson
Pour les articles homonymes, voir Jackson.
 (mai 2020).
Jonathan Stevens Jackson, né le 11 mai 1982 à Orlando (Floride), est un acteur, chanteur et guitariste américain de country.

## Biographie

### Enfance et carrière
Jonathan Jackson né en Floride en 1982, est le fils de Jeannine, réalisatrice et de Richard Jackson Sr., dermatologue et  musicien amateur. Il est le cadet de trois enfants avec une soeur ainée Candice Jackson (née le 9 mars 1978), et un frère Richard Lee Jackson Jr,  (né le 29 mai 1979, à Redlands, en Californie). La famille déménage dans l’État de Washington durant son enfance.
En visitant les Studios Universal à Hollywood, son frère et lui s’essaient au jeu d'acteur, et y prennent goût.
Jonathan débute à la télévision dans le soap opera Hôpital central (General Hospital) en octobre 1993. En 1994, le réalisateur Jonathan Prince lui donne sa chance avec le film Camp Nowhere, partageant l’affiche avec Christopher Lloyd, Andrew Keegan et Jessica Alba.
Depuis 2012, il joue Avery Barkley dans la série Nashville aux côtés de Hayden Panettiere et de Connie Britton. Il reçoit la même année, un Grammy Award, qu'il offre en 2018 aux moines orthodoxes du Mont Athos.

### Famille
À vingt ans, le 21 juin 2002, Jonathan Jackson épouse l'ancienne actrice de Hôpital central Lisa Vultaggio. Il déclare au Chicago Sun-Times : « Certaines personnes pensaient que nous étions un peu jeunes pour nous marier. Mais on n'a pas vu la nécessité d'attendre. Quand ça marche, ça marche».
Le couple emménage dans la ville natale de l'acteur, à Battle Ground dans l'État de Washington. Ils ont trois enfants : Caleb (né le 21 juin 2003), Adora (née à l’été 2005) et Titus Gabriel (né le 7 octobre 2010).

### Religion
Ses parents appartiennent à l'Église adventiste du septième jour, mais Jonathan Jackson adhère d'abord au Christianisme non dénominationnel. Suivant ses valeurs, il défend l'abstinence avant le mariage, et remercie Dieu dans le discours de réception du prix Award.
Pendant le tournage de Hôpital central, sa famille et lui animent une « église à domicile » (home church en anglais) à Burbank, que plusieurs acteurs de la série fréquentent, dont Lisa Vultaggio. 
Dans Entertainment Weekly, en 1999, Jonathan Jackson déclare que ses croyances influencent le choix de ses rôles d'acteur : « Je ne pourrais pas participer à un film qui porte directement atteinte à Dieu. [...] En tant qu'acteur, je peux certes être amené à jouer des personnages qui ont des croyances différentes des miennes, et je pourrais tout à fait jouer un personnage complètement athée et opposé à Dieu, tant que ce n'est pas le message général du film ».
En 2012, il se convertit à l'orthodoxie (avec sa famille). Voyageant en Roumanie et à Rome, il s'interroge sur l'histoire du christianisme,.
Dans son discours de réception du prix Daytime Emmy Award, il remercie la Sainte Trinité et les moines orthodoxes du Mont Athos. Selon lui, « Ces gens consacrent leur vie à prier, non pas seulement pour eux-mêmes, mais vraiment pour nous tous. Et je pense, en voyant toute la destruction, le chaos et la folie qu'on observe dans le monde, que si leurs prières n'étaient pas là, la situation serait pire. J'ai ressenti le besoin de les remercier parce que je crois vraiment que leurs prières comptent ».

## Filmographie

### Cinéma
- 1994 : Camp Nowhere : Morris 'Mud' Himmel
- 1999 : Aussi profond que l'océan (The Deep End of the Ocean) : Vincent Cappadora a 16 ans.
- 2000 : True Rights : Charlie Vick
- 2000 : Crystal Clear : Eddie
- 2002 : Insomnia : Randy Stetz
- 2002 : Tuck Everlasting : Jesse Tuck
- 2004 : Dirty Dancing 2 (Dirty Dancing: Havana Nights) : James Phelps
- 2004 : Riding the Bullet : Alan Parker
- 2005 : Venom : Eric
- 2010 : Kalamity : Stanley Keller
- 2024 : Unsung Hero de Richard L. Ramsey et Joel Smallbone : Eddie DeGarmo

### Télévision
- 1993 : Hôpital central (General Hospital) : Lucky Spencer
- 1996 : Le Prisonnier de Zenda (Prisoner of Zenda, Inc.) : Rudy Gatewick / Oliver Gillis
- 1996 : The Legend of the Ruby Silver : Matt Rainie
- 1998 : Incorrigible Cory (Boy Meets World) : Ricky Ferris
- 2000 : Trapped in a Purple Haze : Max Hanson
- 2001 : Skeletons in the Closet :  Seth
- 2001 : Les Nuits de l'étrange (Night Visions) : Devin
- 2001 : On the Edge : Toby
- 2003 : La Treizième Dimension : Martin
- 2006 : A Little Thing Called Murder : Kenny Kimes
- 2008 : Terminator : Les Chroniques de Sarah Connor (Terminator: The Sarah Connor Chronicles) : Kyle Reese
- 2008 : Les Frères Scott (One Tree Hill) : guitariste d'Haley
- 2010 : Hôpital central (General Hospital) : Lucky Spencer
- 2012 - 2018 :Nashville (série TV) : Avery Barkley